# Afroplitis dierli
Afroplitis dierli är en fjärilsart som beskrevs av Sergius G. Kiriakoff 1979. Afroplitis dierli ingår i släktet Afroplitis och familjen tandspinnare. Inga underarter finns listade i Catalogue of Life.